# Tretja slovenska nogometna liga 2004-2005
La Tretja slovenska nogometna liga 2004-2005 (in lingua italiana: Terzo campionato calcistico sloveno 2004-2005), abbreviata in 3. SNL 2004-2005, fu la tredicesima edizione della terza serie del campionato di calcio sloveno.
In questa edizione vi fu il ritorno ai due gironi, anziché quattro: la Federcalcio slovena aveva realizzato che le squadre non riuscivano più a sostenere quell'organico.

## Formula
- Promozioni: Le vincitrici dei 2 gironi vengono promosse in 2. SNL
- Retrocessioni: Retrocedono due squadre per girone (totale quattro).
- Format: I due gruppi sono impostati in gironi all'italiana andata/ritorno.

## Girone Ovest
|                       | Pos. | Squadra        | Pt | G  | V  | N  | P  | GF | GS | DR  |
| --------------------- | ---- | -------------- | -- | -- | -- | -- | -- | -- | -- | --- |
|                       | 1.   | Šenčur         | 56 | 26 | 18 | 2  | 6  | 55 | 28 | +27 |
|                       | 2.   | Radomlje       | 44 | 26 | 11 | 11 | 4  | 41 | 34 | +7  |
|                       | 3.   | Kranj          | 41 | 26 | 11 | 8  | 7  | 53 | 42 | +11 |
|                       | 4.   | Jesenice       | 40 | 26 | 9  | 13 | 4  | 42 | 30 | +12 |
|                       | 5.   | Dob            | 38 | 26 | 9  | 11 | 6  | 48 | 35 | +13 |
|                       | 6.   | Brda           | 37 | 26 | 9  | 10 | 7  | 47 | 35 | +12 |
|                       | 7.   | Krka           | 34 | 26 | 9  | 7  | 10 | 40 | 51 | −11 |
|                       | 8.   | Adria          | 31 | 26 | 7  | 10 | 9  | 40 | 41 | −1  |
|                       | 9.   | Kolpa          | 31 | 26 | 8  | 7  | 11 | 40 | 53 | −13 |
|                       | 10.  | Korte          | 31 | 26 | 8  | 7  | 11 | 45 | 59 | −14 |
|                       | 11.  | Jadran Dekani  | 29 | 26 | 7  | 8  | 11 | 42 | 47 | −5  |
|                       | 12.  | Slovan Lubiana | 26 | 26 | 5  | 11 | 10 | 28 | 37 | −9  |
|                       | 13.  | Bilje          | 26 | 26 | 7  | 5  | 14 | 35 | 46 | −11 |
|                       | 14.  | Portorož Piran | 23 | 26 | 5  | 8  | 13 | 32 | 50 | −18 |
| classifica, risultati |      |                |    |    |    |    |    |    |    |     |

Legenda:
      Promosso in 2. SNL 2005-2006.
      Retrocesso nel Campionato inter−comunale.
      Escluso dal campionato.
Regolamento:
Tre punti a vittoria, uno a pareggio, zero a sconfitta.

## Girone Est
|                       | Pos. | Squadra            | Pt | G  | V  | N  | P  | GF | GS | DR  |
| --------------------- | ---- | ------------------ | -- | -- | -- | -- | -- | -- | -- | --- |
|                       | 1.   | Zavrč              | 55 | 26 | 16 | 7  | 3  | 72 | 21 | +51 |
|                       | 2.   | Paloma             | 55 | 26 | 17 | 4  | 5  | 54 | 31 | +23 |
|                       | 3.   | Veržej             | 48 | 26 | 14 | 6  | 6  | 57 | 25 | +32 |
|                       | 4.   | Stojnci            | 46 | 26 | 14 | 4  | 8  | 65 | 41 | +24 |
|                       | 5.   | Pohorje            | 45 | 26 | 12 | 9  | 5  | 36 | 23 | +13 |
|                       | 6.   | Ormož              | 38 | 26 | 10 | 8  | 8  | 44 | 38 | +6  |
|                       | 7.   | Tišina             | 36 | 26 | 10 | 6  | 10 | 40 | 35 | +5  |
|                       | 8.   | Črenšovci          | 34 | 26 | 9  | 7  | 10 | 42 | 51 | −9  |
|                       | 9.   | Kovinar Štore      | 34 | 26 | 8  | 10 | 8  | 37 | 44 | −7  |
|                       | 10.  | Križevci           | 30 | 26 | 8  | 6  | 12 | 41 | 49 | −8  |
|                       | 11.  | Železničar Maribor | 30 | 26 | 8  | 6  | 12 | 35 | 45 | −10 |
|                       | 12.  | Šmarje pri Jelšah  | 25 | 26 | 6  | 7  | 13 | 29 | 45 | −16 |
|                       | 13.  | Šoštanj            | 14 | 26 | 4  | 2  | 20 | 28 | 74 | −46 |
|                       | 14.  | Bistrica           | 13 | 26 | 3  | 4  | 19 | 30 | 88 | −58 |
| classifica, risultati |      |                    |    |    |    |    |    |    |    |     |

Legenda:
      Promosso in 2. SNL 2005-2006.
      Retrocesso nel Campionato inter−comunale.
      Escluso dal campionato.
Regolamento:
Tre punti a vittoria, uno a pareggio, zero a sconfitta.
Note:
Lo Zavrč rinuncia alla promozione per motivi economici.